# Tamás Gábor
Tamás Gábor (* 24. April 1932 in Budapest; † 6. Mai 2007 ebenda) war ein ungarischer Degenfechter.

## Erfolge
Tamás Gábor wurde 1959 in Budapest mit der Mannschaft Weltmeister. 1957 in Paris und 1958 in Philadelphia belegte er mit der Mannschaft zudem den zweiten sowie 1963 in Danzig den dritten Rang. Im Einzel gewann er 1961 in Turin Bronze und 1962 in Buenos Aires Silber. Zweimal nahm er an Olympischen Spielen teil: 1960 verpasste er in Rom als Viertplatzierter mit der Mannschaft knapp einen Medaillengewinn. In der Einzelkonkurrenz schied er in der Viertelfinalrunde aus. Bei den Olympischen Spielen 1964 in Tokio zog Gábor mit der ungarischen Equipe ins Gefecht um die Goldmedaille ein und wurde dank eines 8:3-Erfolgs über Italien mit István Kausz, Árpád Bárány, Zoltán Nemere und Győző Kulcsár somit Olympiasieger. 1960 und 1961 gewann er die ungarischen Meisterschaften im Einzel, zudem wurde er viermal ungarischer Meister mit der Mannschaft.
1977 und 1980 war er Nationaltrainer der ungarischen Degenmannschaft. Im Jahr 1996 wurde er in die International Jewish Sports Hall of Fame aufgenommen.